# Centre de Données astronomiques de Strasbourg
El Centre de Données astronomiques de Strasbourg (en español Centro de datos astronómicos de Estrasburgo y abreviado CDS) es un centro de datos que colecciona y distribuye la información astronómica. Fue establecido en 1972 bajo el nombre el Centre de Données Stellaires. Los servicios en línea proporcionados actualmente por el CDS incluyen:
- SIMBAD, una base de datos de objetos astronómicos.
- VizieR, un servicio de catálogos astronómicos.
- Aladin, un atlas de cielo interactivo.[1]